# K리그 승강 플레이오프
K리그 승강 플레이오프는 2013년 K리그에 승강제가 도입됨에 따라 생겼다.
2021년 시즌까지는 K리그1 11위 팀과 K리그2 2위 팀이 1차전은 K리그2 팀 홈에서, 2차전은 K리그1 팀 홈에서 홈 앤드 어웨이 방식으로 진행하며, 원정 다득점 원칙을 적용하고, 적용 후에도 양팀이 같은 경우 연장전과 승부차기를 실시했다.
2022년 시즌부터는 K리그1 10위 팀과 K리그2 3위 팀, K리그1 11위 팀과 K리그2 2위 팀이 홈 앤드 어웨이 방식으로 진행하며, 각 경기 양팀의 득점이 같은 경우 연장전과 승부차기를 실시한다.
2020년은 승강 플레이오프가 치러지지 않았는데, 상주 상무와 상주시의 기존 연고 협약이 종료되고 김천시와 새 연고 협약을 체결하여 연고지를 이전하게 되었고, 군경구단의 연고지 이전은 별개 구단 및 신생 구단으로 분류되고, 신생 구단은 K리그2에서 참가해야 하는 규정으로 인해, 상주 상무가 K리그2(김천 상무)로 자동 강등되면서 치러지지 않게 되었다.

## 역대 승강 플레이오프
| 시즌 | K리그1             | 점수                     | K리그2           | 경기장                              |
| ---- | ------------------ | ------------------------ | ---------------- | ----------------------------------- |
| 2013 | 강원 FC            | 1-4 1-0                  | 상주 상무        | 상주시민운동장 강릉종합경기장       |
| 2014 | 경남 FC            | 1-3 1-1                  | 광주 FC          | 광주월드컵경기장 창원축구센터       |
| 2015 | 부산 아이파크      | 0-1 0-2                  | 수원 FC          | 수원종합운동장 구덕운동장           |
| 2016 | 성남 FC            | 0-0 1-1 (a)              | 강원 FC          | 강릉종합경기장 탄천종합운동장       |
| 2017 | 상주 상무          | 1-0 0-1 (a.e.t.) (5-4 p) | 부산 아이파크    | 구덕운동장 상주시민운동장           |
| 2018 | FC 서울            | 3-1 1-1                  | 부산 아이파크    | 구덕운동장 서울월드컵경기장         |
| 2019 | 경남 FC            | 0-0 0-2                  | 부산 아이파크    | 구덕운동장 창원축구센터             |
| 2020 | 시행하지 않음      | 시행하지 않음            | 시행하지 않음    | 시행하지 않음                       |
| 2021 | 강원 FC            | 0-1 4-1                  | 대전 하나 시티즌 | 한밭종합운동장 강릉종합경기장       |
| 2022 | 김천 상무          | 1-2 0-4                  | 대전 하나 시티즌 | 대전월드컵경기장 김천종합운동장     |
| 2022 | 수원 삼성 블루윙즈 | 0-0 2-1 (a.e.t.)         | FC 안양          | 안양종합운동장 수원월드컵경기장     |
| 2023 | 수원 FC            | 1-2 5-2 (a.e.t.)         | 부산 아이파크    | 부산아시아드주경기장 수원종합운동장 |
| 2023 | 강원 FC            | 0-0 2-1                  | 김포 FC          | 김포솔터축구장 강릉종합경기장       |
| 2024 | 대구 FC            | 3-4 3-1 (a.e.t.)         | 충남아산         | 천안종합운동장 DGB대구은행파크      |
| 2024 | 전북 현대 모터스   | 2-1                      | 서울 이랜드 FC   | 목동종합운동장 전주월드컵경기장     |

## 구단별 결과
| 구단               | 승리 | 패배 | 승리 연도        | 패배 연도              |
| ------------------ | ---- | ---- | ---------------- | ---------------------- |
| 강원 FC            | 3    | 1    | 2016, 2021, 2023 | 2013                   |
| 상주 상무          | 2    | 0    | 2013, 2017       | —                      |
| 부산 아이파크      | 1    | 4    | 2019             | 2015, 2017, 2018, 2023 |
| 대전 하나 시티즌   | 1    | 1    | 2022             | 2021                   |
| 광주 FC            | 1    | 0    | 2014             | —                      |
| 수원 FC            | 2    | 0    | 2015, 2023       | —                      |
| FC 서울            | 1    | 0    | 2018             | —                      |
| 수원 삼성 블루윙즈 | 1    | 0    | 2022             | —                      |
| 경남 FC            | 0    | 2    | —                | 2014, 2019             |
| 성남 FC            | 0    | 1    | —                | 2016                   |
| 김천 상무          | 0    | 1    | —                | 2022                   |
| FC 안양            | 0    | 1    | —                | 2022                   |
| 김포 FC            | 0    | 1    | —                | 2023                   |
| 전북 현대 모터스   | 1    | 0    | 2024             | —                      |
| 대구 FC            | 1    | 0    | 2024             | —                      |
| 충남 아산 FC       | 0    | 1    | —                | 2024                   |
| 서울 이랜드 FC     | 0    | 1    | —                | 2024                   |